# Запрягу я тройку борзых, темнокарих лошадей
«Запрягу я тройку борзых, темнокарих лошадей» (1916) — бытовая драма фильм Якова Протазанова на сюжет русской народной песни. Премьера фильма состоялась 9 февраля 1916 года. Фильм не сохранился.

## Критика
Журнал «Проектор» упрекал сценариста, который «в угоду фабрикантов выдумал нелепый по своей наивности и неправдоподобности финал», хотя «в сюжете песни нет ничего драматического». «Жаль, что наши фабриканты стремятся во что бы то ни стало выпускать драму», — добавил рецензент. Однако он похвалил режиссуру и отметил «чёткую прекрасную фотографию».
Известнейший русский кинокритик В. Туркин в журнале «Пегас» посвятил фильму длинную подробную рецензию под названием «Кинематографическая шарманка», в которой детально рассмотрел фильм. «Драма не увидела первоклассного экрана, но по всей окраинной Москве прошла с большим успехом», — отмечает он. Туркин раскритиковал изображение деревенского быта: «Злая пародия на „сцены из пейзанской жизни“»; «На праздничных гуляниях молодёжь не выплясывает „камаринскую“ в глубоком снегу. А вот в снежки играет»; «Режиссёр думает, что любимым инструментом в русской деревне является цыганский бубен — на одну гармонию у парней было три или четыре бубна». Рецензенту также не понравилось расположение мизансцен «по захудалому принципу: лицом к публике и игра в публику» и актёрская игра, что явилось причиной того, что «даже в драматических местах слышится многоголосый смех публики». Лишь режиссёрскую и операторскую работу Туркин оценил положительно, при этом по поводу последней язвительно заметил: «Фотография отличная. Но это-то и обидно. Действительно, можно прийти к тому неутешительному выводу, что кинематограф есть только фотография».
С. Гинзбург не выделил фильм среди остальных, писал о том, что фильм являлся типичным продуктом массового репертуара, определив его как «уголовно-бытовую драму». В. Короткий охарактеризовал фильм так: он «представлял собой типичную коммерческую продукцию, сделанную с точным прицелом на определенную, невзыскательную, часть зрительской аудитории, и пользовался успехом у этой аудитории <…> режиссёрски фильм был сделан уверенно крепко».